# Heilongjiangosaurus
Heilongjiangosaurus (nghĩa là "thằn lằn Hắc Long Giang") là tên không chính thức một chi khủng long chưa được mô tả sống vào thời kỳ Creta muộn.